# تارتولي
تارتولي هي بلدة في مقاطعة ساريآسيا في ولاية صرخنداريا في أوزبكستان.